# Banovići
Banovići su grad i općina u Bosni i Hercegovini.

## Stanovništvo
Po posljednjem službenom popisu stanovništva iz 2013. godine, općina Banovići imala je 23.431 stanovnika.
| Stanovništvo općine Banovići |                  |                  |                  |
| godina popisa                | 1991.            | 1981.            | 1971.            |
| Muslimani                    | 19.162 (72,06 %) | 16.440 (68,94 %) | 14.409 (70,86 %) |
| Srbi                         | 4514 (16,97 %)   | 4046 (16,96 %)   | 4441 (21,84 %)   |
| Hrvati                       | 550 (2,06 %)     | 728 (3,05 %)     | 919 (4,51 %)     |
| Jugoslaveni                  | 1928 (7,25 %)    | 2255 (9,45 %)    | 363 (1,78 %)     |
| ostali i nepoznato           | 436 (1,63 %)     | 377 (1,58 %)     | 202 (0,99 %)     |
| ukupno                       | 26.590           | 23.846           | 20.334           |

#### Banovići (naseljeno mjesto), nacionalni sastav
| Banovići           |                |                |                |
| godina popisa      | 1991.          | 1981.          | 1971.          |
| Muslimani          | 3843 (44,49 %) | 2250 (32,92 %) | 2147 (39,35 %) |
| Srbi               | 2534 (29,33 %) | 1989 (29,10 %) | 2063 (37,81 %) |
| Hrvati             | 495 (5,73 %)   | 663 (9,70 %)   | 813 (14,90 %)  |
| Jugoslaveni        | 1525 (17,65 %) | 1774 (25,95 %) | 287 (5,26 %)   |
| ostali i nepoznato | 240 (2,77 %)   | 158 (2,31 %)   | 146 (2,67 %)   |
| ukupno             | 8637           | 6834           | 5456           |

## Naseljena mjesta
Banovići, Banovići (selo), Borovac, Ćatići,  Gaj, Gornji Bučik, Grivice, Lozna, Milići, Mrgan, Omazići, Oskova, Podgorje, Pribitkovići, Repnik, Seona, Stražbenica, Treštenica Donja, Treštenica Gornja, Tulovići i Željova.
Poslije potpisivanja Daytonskog sporazuma, općina Banovići je u cjelini ušla u sastav Federacije BiH.

## Grad Banovići
Banovići su rudarski grad u sjeveroistočnoj Bosni. Površina banovićke općine iznosi 185 km² (0,34 % teritorije BiH), a prema popisu stanovništva iz 1991.godine u ovom gradu je živjelo 26.507 stanovnika. Broj stanovnika stalno je rastao tako da je npr. 1981.godine broj stanovnika po 1 km² iznosio 135 što je tada bilo iznad prosjeka BiH.
Banovići imaju 19 naselja i oko 74 zaseoka. U samom gradu ima ukupno 26 ulica: Armije BiH, Alije Izetbegovića, Patriotske lige, 119Mbbr., Husinske bune, 10. septembar, Zanatska, Rudarska, Habetova, 7.novembar, Radnička, Božićka Banovića, Kulina Bana, Ljiljana, Breštica, Rasadnik, Radnička, Željeznička, Školska, Litva, Jezero, Vidova glava, Kredit mahala,Zaima Subašića, Jelah, Alije Dostovića, kao i "Trg žrtava genocida u Srebrenici" u centru grada. 

## Položaj
Grad je smješten na sjeverozapadnim obroncima planine Konjuh na nadmorskoj visini 330 – 380 metara, na magistralnom putu koji povezuje dva velika industrijska centra Tuzlu i Zenicu, odnosno dvije velike županije Tuzlansku i Zeničko-dobojsku. Banovići graniče s općinama Lukavac, Živinice, Kladanj, Olovo i Zavidovići i na taj način predstavljaju tromeđu županija Tuzlanske, Sarajevske i Zenicko-dobojske, udaljeni su od Tuzle 36 km, a od Sarajeva, glavnog grada BiH 110 km. Najbliža morska luka je udaljena blizu 300 km  (luka Ploče, Republika Hrvatska) i uz normalne vremenske i prometne okolnosti iz Banovića se na more može stići za oko pet sati vožnje automobilom.

## Povijest
Današnje ime Banovići su dobili prema stećku Božićka Banovića, nadgrobnom spomeniku iz srednjeg vijeka koji ja lociran u istoimenom selu nedaleko od grada. Stećak je u obliku sarkofaga s kamenim postoljem veličine 2,20 x 0,90 x 0,70 m. Na prednjoj strani je stiliziran cvijet, a s bočne strane je natpis na bosančici sljedeceg sadržaja: Ase (ovdje) lezi Božićko Banović, na svojoj zemlji, na plemenitoj Dramesini, a postavise (stećak) Hlapac i Obodin i Branko s braćom. Na podrucju Banovića je pronađen i kovani novac iz za koga se pretpostavlja da potječe iz vremena 250 godina prije Krista, dakle iz Rimskog perioda. Raniji naziv Litva, sto ga je grad dobio po istoimenoj rijeci koja kroz njega protječe, etimološki je nedefiniran. 
Hrvatstvo je na području današnje Županije Soli pretrpilo veliku štetu zbog jugoslavenstva. Na području županije analizom demografskih kretanja sa zadnjih triju popisa logičan je zaključak da su upravo Hrvati daleko više od svih prihvatili ideju jugoslavenstva, najviše u susjednoj općini Tuzla gdje je popisom 1991. godine utvrđeno 16 % Jugoslavena. Hrvata je bio manji broj u nekoliko općina, ali ne kao posljedica velike ekonomske migracije, nego zbog odnarodnjavanja kao posljedica političkog marketinga i političkih pritisaka na Hrvate osamdesetih godina 20. stoljeća, i pred popis 1991. godine. Na zamagljivanje hrvatske svijesti i odnarođivanje otvoreno su djelovali mnogi faktori i određene političke stranke poput SKJ-SDP, SRSJ (Savez reformskih snaga Jugoslavije) i još neke sličnih programa.
U organiziranju Hrvata u HDZBiH značajni su bili svećenici Katoličke crkve, čuvajući opstanak Hrvata i hrvatstva na ovim prostorima. Osobito su se istaknuli tadašnji gvardijan Franjevačkog samostana u Tuzli fra Josip Bošnjaković i tadašnji dekan Tuzlanskog dekanata velečasni Marko Hrskanović, župnik u Živinicama. Prvi oblici organiziranja bili su skroviti, jer u SR BiH još nije bilo dopušteno višestranačje. Organiziranje je bilo gotovo ilegalno, i sve je to gotovo ostajalo na ideji među istomišljenicima koji su radili. Početkom ljeta organiziranje izlazi iz ilegale, jer se pretvaralo gotovo u masovno okupljanje. Nekolicina osoba koji su radili na organiziranju kontaktirali su s osobama koje su već bile na čelu inicijativnog odbora za osnivanje HDZBiH u Sarajevu, Drago Pavić i Ante Zvonar iz Tuzle, Ivo Andrić Lužanski i Vlado Tadić iz Živinica i Franjo Matić iz Gradačca. Tridesetak osoba s područja Soli nazočilo je 18. kolovoza 1990. godine na utemeljiteljskom Saboru HDZBiH u Sarajevu.
Hrvata je 1991. u općini Banovićima bilo je samo 2,06 % Hrvata. Najmanja su Općinska organizacija HDZBiH koja postoji od 1990. godine i najvjerojatnije i u BiH. Nisu nikad prešli izborni prag zbog malobrojnosti. Prvi predsjednik je bio Anto Dokić.
U vrijeme komunizma Banović su bili predviđeni kao suvremeni grad bez vjerskih objekata. Zato se tek 2010-ih u gradu gradi prva katolička crkva. U Banovićima je sada 100 katoličkih vjernika u 40 obitelji. Banoviće poslužuju svećenici iz živiničke župe.

## Klima
Kontinentalna i umjereno-kontinentalna klima u Banovićima ima za posljedicu topla ljeta s pljuskovima i oštre vjetrovite zime s manjim količinama snježnih padalina. U prosjeku je svaki treći dan oblačno vrijeme s tim sto je ljetna oblačnost kratkotrajna. Najčešći su vjetrovi iz sjevernog kvadranta. Relativno često javlja se i grad. Analize i procjene klimatskih karakteristika Banovića i okolice proizvoljne su i uglavnom empirijske jer na području općine nema niti jedne meteorološke stanice.

## Hidrografija
Općina je obuhvaćena slivnim podrucjima Krivaje i Spreče, a orijentirana dolinama rijeka Litve i Turije. Ponivka, Hodžin potok, Jablanica, Bukovac, Turija, Litva, Radina, Brestica, Brloznik, Draganja, Ostružnica, Begov potok, pripadaju sjevernom području općine i slivu Spreče, a u zapadnom dijelu, južnog, brdsko-planinskog područja razvijeno je nekoliko manjih slivova koji pripadaju glavnom toku rijeke Krivaje. 

## Zemljopis
Čitavo područje odlikuje se nagibom terena prema sjeveru i dijelom prema istoku te se prema tome može podijeliti na ravničarske, na sjeveru i na sjeveroistoku, brdsko-planinsko sjeverno od ravničarske depresije i brdsko-planinsko s više izrazenim karakteristikama planinskog reljefa u području južno od ravničarske depresije. Postanak, razvoj i rast općine determiran je eksploatacijom veoma kvalitetnog uglja koji je i danas značajan izvor energije. Kao jedan od centara bosanskohercegovačkog rudarstva Banovići su u dosadasnjoj povijesti postigli izuzetne rezultate u eksploataciji uglja.

## Turizam
Konjuh je jedna od rijetkih planina u BiH kojom se moze šetati slobodno i bez straha od mina jer je ova planina imala sreću da je ovaj posljednji rat zaobiđe. Banovići imaju i dva hotela: hotel Litva, smješten u strogom središtu grada i hotel Zlaća smjesten u samom podnožju planine Konjuh. Hotel Zlaća je naročito atraktivan za visinske pripreme sportaša, za kongrese i seminare, odmor i svaku vrstu rekreacije. Kapaciteti ovog prelijepog objekta su skoro redovito zauzeti što iziskuje potrebu proširivanja kapaciteta i obogaćivanja sadržaja stiže za oko sat vremena. Tu se može odmoriti u planinarskom domu uz čaj i čašicu razgovora s ljubaznim banovićkim planinarima, a onda nastaviti jednim od putova koji vode do vrha Konjuha. Najkraćim se stiže za dva i pol sata.

## Gospodarstvo
Izuzev nekoliko manjih poduzeća banovićko gospodarstvo je uglavnom orijentirano na zadovoljavanje i funkcioniranje rudnika. Postoje nalazišta ugljena.
U Banovićima je Rudnik mrkog ugljena Banovići, koji proizvodi separirani ugljen, u asortimanu: kocka, orah, grah, sitni I i sitni II. Oko 70 % ugljena plasira se u Termoelektranu Tuzla.

## Šport
Šah, športski ribolov i planinarenje u Banovićima, također imaju dugu tradiciju. Banovićki ribolovci su ekipa koja dostojno reprezentira ovaj grad. Banovići imaju i svoje skaute koji su na gotovo svim dosadašnjim prije i poslijeratnim natjecanjima osvajali najviša priznanja.
- FK Budućnost Banovići

Od 2007. održava se Memorijalni malonogometni turnir "Esad Smajić-Kobra".

## Kultura
Zgrada Radničkog doma u Banovićima središte je kulturnih događanja. U ovom prelijepom zdanju smjestene su prostorije radija i televizije Banovići, suvremeno opremljena i jedna od najboljih u BiH, kazališna dvorana, zatim bilijar sala, restoran...
U Banovićima također postoji Kulturni centar (BKC) u kome su smještene prostorije gradske biblioteke i kino sala.